# بخش توتونیکاپان
بخش توتونیکاپان (به اسپانیایی: Departamento de Totonicapán) یک منطقهٔ مسکونی در گواتمالا است که در گواتمالا واقع شده‌است. بخش توتونیکاپان ۱٬۰۶۱ کیلومتر مربع مساحت و ۴۱۸٬۵۶۹ نفر جمعیت دارد.